# 燕京学者
燕京学者是北京大学燕京学堂2015年建立的学者项目。

## 历史
该项目是亚洲地区第一个奖学金项目，北京大学主要对手清华大学在2013年也计划苏世民学者计划，但2016年才正式启动，晚于燕京学者项目。该项目录取率为3%左右，每年将给学者提供全额奖学金，包括学费、住宿费和通勤费等，不似中国其他硕士项目通常需要两三年，该项目只需要一年的时间，但如有意报考北京大学博士学位，也可以有延长至第二年学习的机会。项目课程主要包括法律和社会、经济和管理、公共政策和国际关系、文学和文化、历史和考古、哲学和宗教等方面。

## 目的
该项目意在模仿牛津大学的罗德学者项目以及中国古代的书院制度，燕京学者将作为北京大学的代表和主要对手清华大学的苏世民学者以及世界上其他奖学金项目进行角逐较量。

## 申请条件
申请人可以选取早期入学和正常入学，被提名的学生需要在正常入学截止日期前提交申请。
- 在进入项目前必须完成本科学习项目
- 英语熟练（中文熟练程度无要求）
- 在当年项目开始的8月31日前不得超过25周岁，有强制特殊服务的国家申请人不得超过27周岁
- 无婚恋要求，但是配偶无该项目奖学金支持
- 无公民权要求